# آدری کوک
آدری کوک (به انگلیسی: Audrey Quock) (زاده ۱۹۷۷) مدل آمریکایی است.
از فیلم‌ها یا برنامه‌های تلویزیونی که وی در آن نقش داشته است می‌توان به پاییز در نیویورک اشاره کرد.